# Dubai Creek Golf & Yacht Club
Dubai Creek Golf & Yacht Club is een resort in Dubai met een golf- en jachtclub.
De club heeft een 18-holesbaan. Er is tweemaal de Dubai Desert Classic gehouden. In 1999 won de Engelse speler David Howell en in 2000 de Argentijn José Cóceres.
Het zeilvormige clubhuis werd ontworpen door de Britse architect Brian Johnson.